# Campina (zuivelcoöperatie)
Campina was de naam van een grote Nederlandse zuivelcoöperatie waarvan de wortels teruggaan tot 1892. Eind 2008 fuseerde Campina met Friesland Foods en ontstond de nieuwe zuivelcoöperatie FrieslandCampina. Campina bestaat voort als merknaam voor diverse zuivelproducten.

## Geschiedenis
De eerste Zuid-Nederlandse zuivelcoöperatie stamt uit 1892 en werd opgericht te Tungelroy door hoofdonderwijzer Joannes Ament. In 1928 werd de zuivelfabriek van de Coöperatieve Melkinrichting Sint-Joseph aan de Dommel in Eindhoven gebouwd. Dit bedrijf was voor die tijd modern. In 1961 werd het gesloopt, maar een muurrest is blijven staan.
De naam Campina werd in 1947 voor het eerst gebruikt na een fusie tussen verschillende zuivelcoöperaties in Zuid-Nederland. Dit was de in het Eindhovense stadsdeel Tongelre gevestigde Coöperatieve Zuivelvereniging ‘De Kempen’. De naam verwijst (in het Latijn) naar de Kempen.
De volgende fusie was in 1963 van de bedrijven Ament en De Kempen, waarbij de Zuid-Nederlandse coöperatie Campina werd opgericht, en deze naam doorstond ook de volgende zuivelfusie, die in 1970 plaatsvond met Sibema. In 1979 was er weer een ronde van fusies in Zuid-Nederland, waarbij Campina met ‘De Zuid-Nederlandse Melkindustrie (DMV)’ in Veghel fuseerde tot DMV Campina.
In 1989 fuseerde DMV Campina (Zuid-Nederland) met Melkunie, die West-Nederland als werkgebied had. De combinatie kreeg een omzet van ongeveer vijf miljard gulden per jaar. De nieuwe coöperatie telde circa 14.300 leden die in 1988 samen zo'n 3,4 miljard kilogram melk leverden. Tot 2001 voerde het bedrijf de naam Campina Melkunie, daarna werd de naam Campina weer gebruikt voor het hele bedrijf, aangezien dit een bekend merk was. Het merk Melkunie is inmiddels in handen van Arla Foods die het opnieuw heeft gelanceerd vanaf eind augustus 2012. Sinds de laatstgenoemde fusie zijn er verscheidene bedrijven overgenomen en toegevoegd aan de coöperatie.

### Acquisities
- Deltown Specialities in (Verenigde Staten) 1989
- Comelco NV in (België) 1991
- Coberco 1997
- Menken consumptiemelk activiteiten (Nederland) 1997
- Menken Dairy Food (Nederland) 1997
- Menken Polderland (Nederland) 1997
- Emzett (Duitsland) 1999
- Parmalat Thailand (Thailand) 2003
- Inovatech Argentina (Argentinië) 2005

### Toetredingen
- De Verbroedering (België)
- Milchwerke Köln/Wuppertal (Duitsland)

## Fusies
Eind 2004 gaven Campina en het Deense Arla Foods aan te willen fuseren. Na lang overleg werd in 2005 bekendgemaakt dat de fusie niet doorging. Het verschil in inbreng van de melkveehouders zou een belangrijk struikelblok zijn.
Op 19 december 2007 kondigden Campina en Friesland Foods aan te willen fuseren. In april 2008 bereikten beide ondernemingen overeenstemming over een fusieovereenkomst. De Europese Commissie stemde op 17 december 2008 in met de fusie, met als voorwaarde dat de nieuwe onderneming enkele activiteiten moet afstoten. Nog dezelfde dag keurden veehouders de fusie definitief goed. De nieuwe onderneming en coöperatie FrieslandCampina werd officieel een feit op 30 december 2008.
Door deze fusie is een zuivelgigant ontstaan met 22.000 medewerkers, 17.000 aangesloten boeren, een omzet van 8,3 miljard euro en 8,7 miljoen ton verwerkte melk.

## Producten
De producten van Campina zijn te koop in supermarkten, kiosken, cafés en restaurants, onder meer:
- Boter
- Chocomel
- Fristi
- Kaas
- Karnemelk
- Koffiemelk
- Koffieroom
- Melk
- Slagroom
- Sour cream
- Valess
- Vla

## Trivia
- Bij een Campinafabriek die gevestigd is langs het Eindhovens Kanaal te Tongelre, bevindt zich de enige vindplaats in Nederland van de Forez-streepvaren (Asplenium foreziense).[2]
- Campina was de eerste shirtsponsor van betaaldvoetbalclub Veendam, dat vervolgens voor het eerst naar de eredivisie promoveerde.
- In 2010 veroorzaakte de bekendmaking dat Campina zijn kaas halal bereidt veel commotie.[3]